# Constitution de l'Argentine

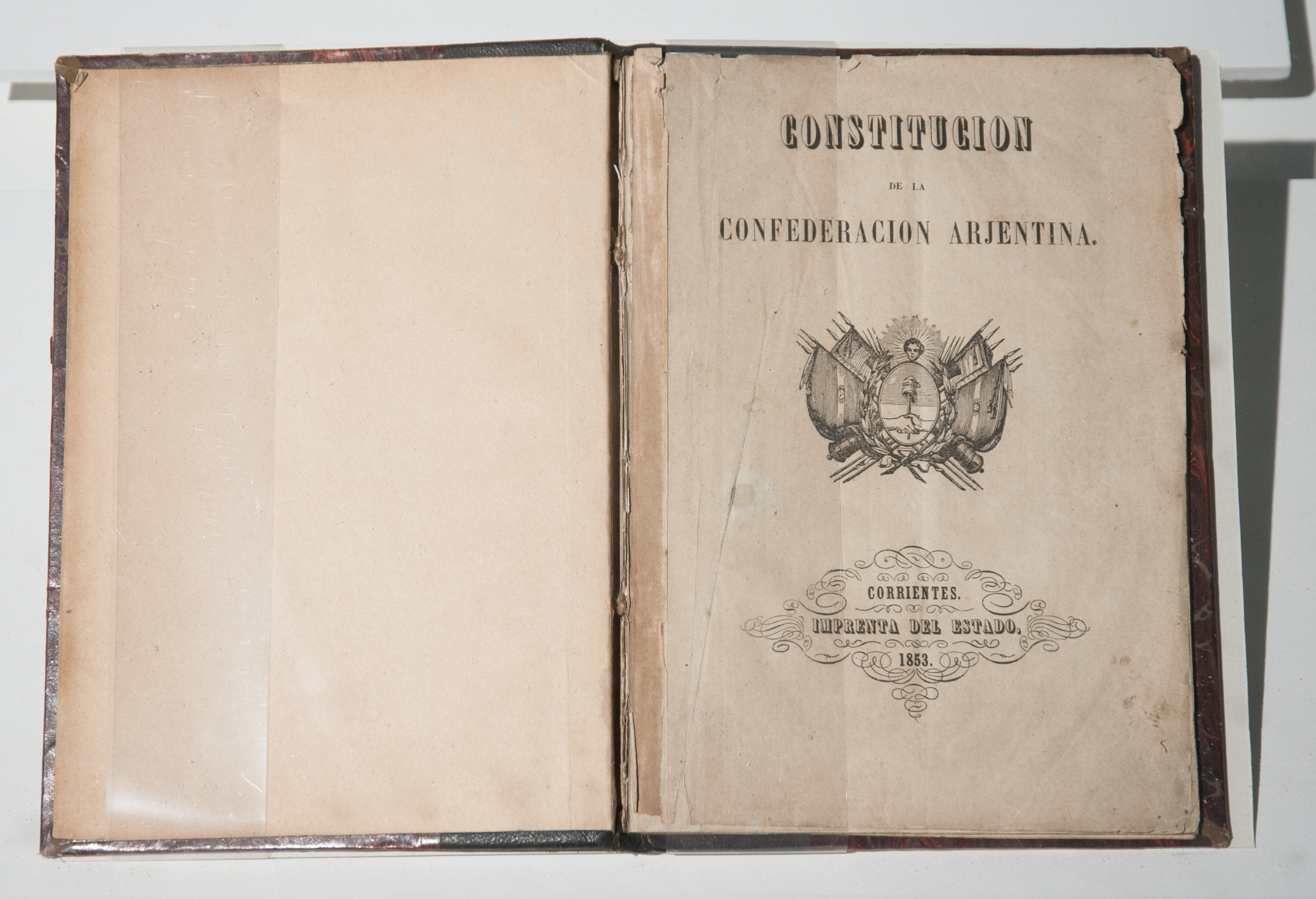
Exemplaire de la Constitution imprimé en 1869, peu après la sanction de la Magna Carta argentine par l'Assemblée générale constituante à Santa Fe. Musée du Bicentenaire, Buenos Aires

La Constitution de l'Argentine est l'une des sources primaires du droit argentin.
La première constitution a été écrite en 1819 et la seconde en 1826.
La version actuelle fut écrite en 1853 par l'assemblée constitutionnelle réunie à Santa Fe, et la base de la doctrine fut inspirée de la Constitution des États-Unis d'Amérique. Elle fut réformée à plusieurs reprises : 1860, 1866, 1898, 1949, 1957 et enfin prit sa forme actuelle en 1994.

## Constitution de 1853

### Réforme constitutionnelle de 1994
Fruit d'un accord entre le Parti justicialiste et l'Union civique radicale, la réforme de 1994 permet notamment au président de la République de briguer un second mandat, cependant que la durée du mandat est ramenée à quatre ans. Elle accorde une autonomie accrue à la Cour suprême et établit un Conseil de la magistrature. Elle met aussi en place la procédure de l'amparo, le recours collectif et organise l'autonomie de la ville de Buenos Aires, qui dispose désormais d'un gouverneur-intendant spécifique ainsi que, depuis une loi de 2009, d'une police métropolitaine.
La réforme inclut aussi un droit de résistance (art. 36).